# 弗雷德里克·达尔
弗雷德里克·达尔（法語：Frédéric Dard，1921年7月29日—2000年7月6日），法国作家，出生于布尔关雅略，作品多描写警长圣·安托万在他的助手贝吕耶的辅助下的冒险经历。